# Fjodor Wassiljewitsch Firsow
Fjodor Wassiljewitsch Firsow (russisch Фёдор Васильевич Фирсов; * 19. Februar 1908; † 15. Juni 1968) war ein sowjetischer Kameramann.

## Biografie
Firsow schloss 1933 die Moskauer Filmschule ab und arbeitete zunächst im Animationsfilmsektor, u. a. für Alexander Ptuschkos Веселые музыканты (Weselye musykanty, 1937). Das Zauberkorn (1942) war sein Realfilmdebüt. Andere von ihm gedrehte Werke, die ebenfalls im deutschsprachigen Raum anliefen, waren Der Weg zum K.O. (1947) und Arena der Kühnen (1953). An dem preisgekrönten Zirkusfilm, in dem u. a. Oleg Popow auftrat, beteiligte sich Firsow auch als Szenenbildner. Eines seiner letzten Engagements hatte er als Berater beim Dreh zu Leonard Buczkowskis Abenteuer in Marienstadt (1954).
Firsow ist nicht mit dem gleichnamigen Politiker (1895–1958) identisch.